# 勝利 (電影)
《勝利》（The Uncle Victory）是一部2014年的中國大陸劇情電影，由北京百世佳聯影視傳媒、旗幟數字傳媒、中國電影集團、完美世界影視以及張猛導演工作室聯合出品，張猛執導並由黃海波和張歆藝主演。
電影講述刑滿釋放的陳勝利通過開辦一個幼兒園而化解十年的恩怨，並在中途與小美發生了一場既熱烈又遺憾的愛情。本電影獲得了第17屆上海國際電影節評委會大獎。
2014年9月29日，廣電總局正式下發“封殺劣跡藝人”的通知，由吸毒、嫖娼等違法犯罪行為者作為主創人員參與製作的電影都被要求暫停播出和上映。本電影因此公映時間未知。

## 劇情簡介
1990年代末期，黑道大哥陳勝利因意外傷害罪入獄十年。刑滿釋放後陳勝利回歸東北後曾試圖重新確立江湖地位，然而卻遇到了護士孫小美及擔任了幼兒園長。陳勝利試圖洗去背後的關公紋身和看護孩子成長來迎接新生，但是……

## 演員表
- 黃海波 飾 陳勝利
- 張歆藝 飾 孫小美
- 田雨
- 張衣 飾 嬌哥

## 製作

### 拍攝
電影《勝利》在開拍前曾以電影項目《我的身上有刺青》於2012年第12屆上海國際電影節電影項目市場單元獲得“特別關注獎”，故事題材依然取自東北，講述了一位東北黑道大哥自我救贖，以德報怨的故事。於2013年2月在遼寧省阜新市開機拍攝，並全程採用膠片拍攝。張猛表示選擇在阜新拍攝的原因是“希望藉該城市留存的工業質感和時代興衰的背景，來印證每一個普通人身上都留下了“時代的痕跡””。

### 演員
導演張猛接受訪問時曾表示選擇黃海波、張歆藝參演的原因是因為他們兩人的氣質和東北比較接近。本劇主要角色「陳勝利」一角就是導演張猛的舅舅，為此了 黃海波曾特意去幼兒園體驗生活，還和張猛的舅舅見面。張猛的女兒也在片中出演一個角色。

## 上映及宣傳
本電影雖然入圍了第17屆上海國際電影節，但是在該電影節上發表的媒體手冊卻沒有和其他金爵競賽片一樣提供電影的公映排片以及採訪安排，而電影節方也沒有就此回應。
2014年9月29日，廣電總局正式下發“封殺劣跡藝人”的通知，由吸毒、嫖娼等違法犯罪行為者作為主創人員參與製作的電影都被要求暫停播出和上映，曾犯嫖娼行為的黃海波令電影《勝利》品因此受到影響。
《勝利》入圍了2014年香港亞洲電影節的「亞洲單元」 並在11月1日和11月5日分別在香港兩間戲院限量上映。

## 獎項及提名
本電影入圍了第17屆上海國際電影節，並獲得評委會大獎，評委會對《勝利》評語稱，“這是一部大無畏的電影，讓我們看到一位年輕導演的探索精神和他的野心”。
| 獎項                 | 類別         | 名字     | 結果 |
| -------------------- | ------------ | -------- | ---- |
| 第17屆上海國際電影節 | 金爵獎       | 《勝利》 | 提名 |
| 第17屆上海國際電影節 | 評委會大獎   | 《勝利》 | 獲獎 |
| 第51屆金馬獎         | 最佳美術設計 | 傅英彰   | 提名 |

## 外部連結
- 《勝利》的新浪微博
- 互联网电影数据库（IMDb）上《勝利》的资料（英文）
- 《勝利》專題 （页面存档备份，存于）